# Commerce City
Commerce City is een plaats (city) in de Amerikaanse staat Colorado, en valt bestuurlijk gezien onder Adams County.

## Demografie
Bij de volkstelling in 2000 werd het aantal inwoners vastgesteld op 20.991.
In 2006 is het aantal inwoners door het United States Census Bureau geschat op 38.887, een stijging van 17896 (85,3%).

## Geografie
Volgens het United States Census Bureau beslaat de plaats een oppervlakte van
66,9 km², geheel bestaande uit land. Commerce City ligt op ongeveer 1580 m boven zeeniveau.

## Plaatsen in de nabije omgeving
De onderstaande figuur toont nabijgelegen plaatsen in een straal van 16 km rond Commerce City.